# Elytrimitatrix hefferni
Elytrimitatrix hefferni là một loài bọ cánh cứng trong họ Cerambycidae.